# Mauritius ai Giochi della XXIX Olimpiade
Mauritius ha partecipato ai Giochi della XXIX Olimpiade di Pechino, svoltisi dall'8 al 24 agosto 2008, con una delegazione di 11 atleti.

## Medaglie
| Medaglia | Atleta      | Sport    | Evento     |
| -------- | ----------- | -------- | ---------- |
| Bronzo   | Bruno Julie | Pugilato | Pesi gallo |

## Atletica leggera
| Gara            | Atleta           | Batterie | Batterie | Quarti  | Quarti | Semifinali | Semifinali | Finale | Finale |
| Gara            | Atleta           | Tempo    | Pos.     | Tempo   | Pos.   | Tempo      | Pos.       | Tempo  | Pos.   |
| --------------- | ---------------- | -------- | -------- | ------- | ------ | ---------- | ---------- | ------ | ------ |
| 200 m maschili  | Stephan Buckland | 20"98    | 3        | 20"37   | 5      | 20"48      | 6          |        |        |
| 400 m maschili  | Eric Milazar     |          |          | 46"06   | 7      |            |            |        |        |
| 800 m femminili | Annabelle Lascar |          |          | 2'06"11 | 5      |            |            |        |        |

| Gara                     | Atleta           | Qualificazioni | Qualificazioni | Finale | Finale |
| Gara                     | Atleta           | Misura         | Pos.           | Misura | Pos.   |
| ------------------------ | ---------------- | -------------- | -------------- | ------ | ------ |
| Salto in lungo femminile | Arnaud Casquette | non partita    | non partita    |        |        |

## Badminton
| Gara              | Atleta         | Turno 1 | Sedicesimi        | Ottavi | Quarti | Semifinali | Finale |
| ----------------- | -------------- | ------- | ----------------- | ------ | ------ | ---------- | ------ |
| Singolo femminile | Karen Foo Kune | bye     | Lu Lan (Cina) 0-2 |        |        |            |        |

## Ciclismo

### Su strada
| Gara           | Atleta            | Tempo      | Posizione |
| -------------- | ----------------- | ---------- | --------- |
| Corsa in linea | Aurelie Halbwachs | 3h 52' 11" | 62        |

## Nuoto
| Gara                        | Atleta           | Batterie | Batterie | Semifinali | Semifinali | Finale | Finale |
| Gara                        | Atleta           | Tempo    | Pos.     | Tempo      | Pos.       | Tempo  | Pos.   |
| --------------------------- | ---------------- | -------- | -------- | ---------- | ---------- | ------ | ------ |
| 100 m stile libero maschili | Gael Adam        | 52"35    | 57       |            |            |        |        |
| 50 m stile libero femminili | Diane Etiennette | 28"83    | 63       |            |            |        |        |

## Pugilato
| Gara                | Atleta         | Sedicesimi                           | Ottavi                                | Quarti                             | Semifinali              | Finale |  |
| ------------------- | -------------- | ------------------------------------ | ------------------------------------- | ---------------------------------- | ----------------------- | ------ |  |
| Pesi gallo          | Bruno Julie    | Emanuel Thabiso Nketu (Lesotho) 17-8 | Khurshid Tadjibayev (Uzbekistan) 16-4 | Héctor Manzanilla (Venezuela) 13-9 | Yankiel León (Cuba) 5-7 |        |  |
| Pesi welter leggeri | Richarno Colin | Myke Carvalho (Brasile) 15-11        | Gennady Kovalev (Russia) 2-11         |                                    |                         |        |  |

## Sollevamento pesi
| Gara  | Atleta       | Strappo | Strappo | Slancio | Slancio | Totale | Posizione |
| Gara  | Atleta       | Ris.    | Pos.    | Ris.    | Pos.    | Totale | Posizione |
| ----- | ------------ | ------- | ------- | ------- | ------- | ------ | --------- |
| 94 kg | Ravi Bhollah | 125     | 18      | 150     | 16      | 275    | 16        |

## Tiro con l'arco
| Gara                  | Atleta                 | Turno di qualificazione | Turno di qualificazione | Turno 1                     | Turno 2 | Ottavi | Quarti | Semifinali | Finale |
| Gara                  | Atleta                 | Punteggio               | Pos.                    | Turno 1                     | Turno 2 | Ottavi | Quarti | Semifinali | Finale |
| --------------------- | ---------------------- | ----------------------- | ----------------------- | --------------------------- | ------- | ------ | ------ | ---------- | ------ |
| Individuale femminile | Veronique D'Unienville | 605                     | 53                      | Aída Romàn (Messico) 97-108 |         |        |        |            |        |